# محمد ربیعی (مربی فوتبال)
محمدعلی ربیعی(زاده ۱۹ اسفند ۱۳۶۰) مربی فوتبال اهل ایران است.

## سوابق مربیگری باشگاهی
وی سابقه مربی‌گری در تیم‌های
- البدر بندر کنگ
- شهرداری زنجان
- شهرداری اردبیل [۱۱]
- شهرداری بندرعباس
- [۱۲]
- بادران تهران[۱۳]
- آلومینیوم اراک
- مس رفسنجان (قهرمانی در لیگ یک و صعود به لیگ برتر خلیج فارس)[۱۴][۱۵]

## افتخارات
- صعود به‌همراه سایپا مهر کرج از لیگ سه به دو
- صعود به‌همراه تیم بندر کنگ از لیگ دو به لیگ یک
- قهرمانی به‌همراه شهرداری اردبیل در لیگ دو و صعود به لیگ یک
- قهرمانی به‌همراه مس رفسنجان در لیگ یک و صعود به لیگ برتر خلیج فارس